# Club Penguin
Club Penguin fue un juego online multijugador masivo, que consistía en un mundo virtual que tenía una serie de juegos y actividades online. Fue creado por New Horizon Interactive (ahora conocida como Disney Canada Inc.). Los jugadores utilizaban avatares de pingüinos de dibujos animados y jugaban en un mundo abierto de temática antártica. Tras una prueba beta, Club Penguin se puso a disposición del público en general el 24 de octubre de 2005, y se convirtió en una gran comunidad en línea, de manera que a finales de 2007 se afirmaba que Club Penguin tenía más de 30 millones de cuentas de usuario. En julio de 2013, Club Penguin tenía más de 200 millones de cuentas de usuarios registrados.
Aunque existían membresías gratuitas, los ingresos se obtenían principalmente a través de las membresías de pago, que permitían a los jugadores acceder a una serie de características adicionales, como la posibilidad de comprar ropa virtual, muebles y mascotas del juego llamadas "puffles" para sus pingüinos mediante el uso de la moneda del juego. El éxito de Club Penguin hizo que New Horizon fuera adquirida por Walt Disney Company en agosto de 2007 por la suma de 350 millones de dólares, con otros 350 millones de dólares en bonificaciones si se cumplían determinados objetivos antes de 2009.
El juego se diseñó específicamente para niños de 6 a 14 años (sin embargo, los usuarios de cualquier edad podían jugar a Club Penguin). Por ello, uno de los principales objetivos de los desarrolladores era la seguridad de los niños, para lo que se introdujeron una serie de características en el juego. Estas características incluían la oferta de un modo de "chat seguro definitivo", por el que los usuarios seleccionaban sus comentarios desde un menú; un filtro que impedía las palabrotas y la revelación de información personal; y moderadores que patrullaban el juego.
El 30 de enero de 2017, se anunció que el juego dejaría de funcionar el 29 de marzo de 2017. Posteriormente, Club Penguin cerró sus servidores el 30 de marzo de 2017, a las 12:01 AM PDT. El juego fue reemplazado por un sucesor, titulado Club Penguin Island (que a su vez fue descontinuado al año siguiente). Desde su cierre, el juego original ha sido alojado y recreado en una serie de servidores privados (CPPS) utilizando archivos SWF del antiguo sitio web del juego. Muchos de los servidores privados se cerraron en torno al 15 de mayo de 2020, después de que la empresa Walt Disney enviara el 13 de mayo de 2020 una solicitud de la Ley de Derechos de Autor del Milenio Digital (Digital Millennium Copyright Act), iniciada por las preocupaciones sobre Club Penguin Online, como la captación de niños por parte de pedófilos y la pornografía infantil.

## Historia y desarrollo
Club Penguin se desarrolló y se inició el 10 de octubre de 2003 cuando Lance Priebe y Lane Merrifield, empleados de New Horizons Productions (que se convirtió en New Horizon Interactive en 2003), vieron la necesidad de crear redes sociales para los niños, por lo que se decidió fundar Club Penguin en la búsqueda de algo que tenga algunos componentes sociales, pero seguro, y no solo comercializado como seguro para sus propios hijos. Merrifield y Priebe se acercaron al empleado David Krysko con la idea de crear una empresa derivada para desarrollar el nuevo producto.
Antes de empezar a trabajar en Club Penguin, Lance Priebe, en su tiempo libre desarrolló juegos basados en Flash-Web. Priebe lanzó en 2000 Experimental Penguins, un juego muy similar a Club Penguin. Aunque los pingüinos estuvieron fuera de línea en 2001, fueron utilizados como inspiración para Penguin Chat, que fue liberado poco después de la eliminación de Experimental Penguins. Por lo tanto, cuando Priebe, Merrifield y Krysko decidieron seguir adelante con Club Penguin en 2003, Penguin Chat estaba en línea en el que se pudo basar parte del proceso de diseño. Año y medio después, fue lanzado Penguin Chat 3, una versión actualizada de este.
A principios del verano de 2003, el equipo de Rocketsnail anunció algo llamado Club Penguin, una versión mejorada de Penguin chat. En el sitio actual de Club Penguin solo había un logo y decía que estaba en construcción. Después de dos años de pruebas y desarrollo, la primera versión de Club Penguin se dio a conocer en el 24 de octubre de 2005. Cerraron Penguin chat unos días más tarde,.
Semanas después fue la Beta Testing Party, en la cual regalaron por unas horas artículos especiales.
Los Beta Testers tuvieron un mes gratis de incorporación y 2000 monedas. Durante toda la historia de Club Penguin los Beta Testers conservaron el Beta Hat (un gorrito de fiesta). El crecimiento fue rápido. Club Penguin comenzó con 40 usuarios, y en marzo ese número había llegado a 1,4 millones - una cifra que casi se duplicó en septiembre cuando alcanzó la cifra de 2,6 millones. Club Penguin, después de dos años, había llegado a 3,9 millones de usuarios. En el momento en que fue adquirido por Disney, Club Penguin tenía doce millones de cuentas, de los cuales pagaban 700 000 socios y generaba 40 millones de dólares de ingresos anuales.
Aunque los propietarios habían rechazado las ofertas y la publicidad lucrativa en el pasado, en agosto de 2007 se acordó vender la empresa a Disney (tanto Club Penguin como la empresa matriz) por la suma de 350 millones de dólares. Además, a los propietarios se les prometió bonificaciones de hasta 350 millones de dólares si lograban cumplir los objetivos de crecimiento para el año 2009, finalmente no cumplidos por lo que no se llevó a cabo. Al realizar la venta, Merrifield declaró que su principal objetivo durante las negociaciones fue filosófica y que la intención era dotarse de la infraestructura necesaria para seguir creciendo.
En abril de 2008, Club Penguin abrió su primera oficina internacional en el Reino Unido para el apoyo local y en junio de 2008, Disney anunció planes para abrir una oficina en Australia en agosto del mismo año que se abrió el 8 de agosto. El 8 de noviembre de ese año abrió una oficina en Brasil y más tarde en Buenos Aires. El 10 de febrero de 2009, el Club Penguin publicó versiones en portugués y francés y el 29 de junio se publicó una versión del juego en español.
Una fuente alternativa de ingresos ha sido el desarrollo de una tienda en línea para adquirir mercancías que se inauguró en el sitio web de Club Penguin en agosto de 2006 e incluye la venta de «Puffles» de peluche y camisetas, llaveros, tarjetas de regalos y muchos más artículos. En octubre de 2008 se lanzó una línea de juguetes de peluche de los personajes de Club Penguin que se pueden comprar en línea. En octubre de 2012 Lane Merrifield y Happy77 comunicaron por una carta en el blog que dejarían de trabajar en Club Penguin para dedicarse a otras cosas como otros proyectos y sus familias, mientras, Polo Field, Spike Hike y Businesmoose quedaron en sus cargos.
El 5 de diciembre de 2012 la isla de Club Penguin sufrió un gran cambio en muchas de sus salas principales, pasando de su estilo "viejo" a uno más moderno. Esto también ha traído consigo que Club Penguin vaya innovando en varios aspectos del juego, tanto es así que la mayor parte de la isla ha sido lanzada con nuevos gráficos en sus salas.
En 2016, se estrenó el Proyecto Super Secreto que ha sido promocionado desde 2014.
El 29 de marzo de 2017 a las 12:01 AM PDT (07:01 AM GMT), todos los servidores de Club Penguin se cerraron oficialmente.

## Incorporación
Al inscribirse en Club Penguin se puede elegir entre dos modos de juego: no miembro y la incorporación pagada.
- Pingüinos socios: Tienen ciertas ventajas adicionales como la posibilidad de comprar toda la ropa de catálogos, jugar minijuegos en un modo especial, tener hasta 75 mascotas. La incorporación con tarjeta es segura, se puede optar entre 1 mes, 6 meses o 1 año de incorporación y también se pueden acumular para poder tener más meses.

- Pingüinos no socios: Ellos solo pueden usar las funcionalidades básicas o comunes. Pueden conseguir pocos ítems del catálogo de ropa, fondos y pines. No pueden tener más de 2 mascotas como el puffle rojo, celeste, dinosaurio azul (2016), extraterrestre verde (2015), multicolor (2015) y los que se puedan desbloquear con códigos de juguetes. Además, pueden visitar todas las salas excepto el Bosque de Nubes y el Lago subterráneo.

## Objetos del pingüino
- Mapa: El Mapa de Club Penguin contiene atajos hacia las salas más importantes en el juego, en la barra superior izquierda se puede apreciar una barra de navegación donde se puede elegir la categoría de búsqueda, es decir, elegir búsqueda de tiendas, catálogos y demás.[15]

- Monedas virtuales: Se usan para comprar cosas como ropa, puffles, etc. También son usadas para coins for change.

- Ropa: Los pingüinos pueden vestirse con cada estilo de ropa que ellos quieran, en el Catálogo de moda pingüina, que se publica todos los meses.

- Muebles: Son objetos que se usan para adornar tu iglú.

- Fondos: Son fondos para tu carta de juego, todos los pingüinos pueden comprarlos en el Catálogo de moda pingüina, que se publica todos los meses.

- Teléfono Espía (Solo para agentes de Élite).

- Estampillas: Las estampillas son adhesivos que los ganas haciendo, acertijos, acciones del pingüino, o sino acertijos de fiestas.

- Pines: Los pines son objetos que aparecen en la isla (los pines son coleccionables, no es posible que vuelvan a aparecer). Existe la posibilidad de que haya dos o tres pines al mismo tiempo, uno puede no estar escondido.

- Periódico: A partir del 19 de noviembre de 2010, se publica todos los jueves. «Noticias de Club Penguin», un periódico que resume todas las noticias y próximos eventos. Se puede enviar cartas, poemas, adivinanzas, chistes o cómics a Tía Arctic, la reportera del diario, quien selecciona los que considera interesantes, insólitos, o raros para la publicación en el diario. En 2010, Club Penguin anunció que cambiaría el diseño del periódico a uno más moderno.

- Objetos desbloqueables en línea: Club Penguin tiene a la venta los juguetes que contienen una moneda con un código. Este código sirve para desbloquear objetos en línea. Se pueden desbloquear ciertos ítems que uno puede escoger con la moneda o solamente monedas y algunos libros disponibles. El pingüino puede desbloquear dos objetos sin necesidad de ser miembro. Los «Libros de los tesoros» son libros especiales, diferentes a todos los de la isla, que permiten desbloquear ítems exclusivos. Actualmente existen diecinueve tomos del «Libro de los tesoros».[16]

- Tarjeta de Jugador: La Tarjeta de jugador es indispensable en el juego, esta consta de artículos que fueron comprados en los catálogos o adquiridos gratuitamente por alguna fiesta, en ella puedes guardar tus fondos, pines y trofeos de las misiones de la APS. La tarjeta de jugador te brinda información sobre el estado de tus monedas y estampillas.

## Minijuegos
En Club Penguin hay diversos minijuegos que se utilizan para ganar monedas con las cuales se puede comprar ropa, puffles, etc. 
Estos son los juegos:
- Aventuras en Jet-Pack
- Aeropuffle (Solo durante la Kermes)
- Bailatlón (Wii)
- Barra Espacial
- Búscadinos (Durante fiesta viaje en el tiempo)
- Búsqueda de Puffles
- Búsqueda de tesoros (Solo en el Migrator)
- Card-Jitsu
- Carrito Surfero
- Concurso de Baile
- Fluffy the Fish
- Fuga de Puffles
- Búsqueda Submaina
- Puré de Frutas
- Aventuras en Lancha
- Pizzatron 3000

También existen otros minijuegos temporales.

## Roles especiales
En Club Penguin hay algunas funciones especiales, parecidos a un trabajo, los cuales pueden desempeñar cualquiera de los usuarios.

### Guía de tours
Para ser guía de turismo, el pingüino debe tener por lo menos de 45 días de existencia en la isla, aunque por una extraña razón, algunos pingüinos solamente necesitan 25 días. Para obtener este título, el pingüino debe responder a ocho preguntas para comprobar si es apto para el cargo. Si el pingüino responde correctamente un mínimo de siete preguntas del examen, le darán un sombrero de guía de turismo que lo condecora como guía y un movimiento auxiliar: Al «saludar» colocará encima de su cabeza un cartel que dice 'doy tours', activado si se lleva puesto sólo el gorro sin ningún complemento extra tales como zapatos, pulseras, ropa, cinturones del Card-Jitsu, etc. Los guías dan tours a los nuevos pingüinos para que entiendan lo que es Club Penguin y cada guía de turismo, al final del recorrido, debe preguntar si alguien tiene alguna duda, de lo contrario, no sería considerado un buen guía.

### Agente Secreto
Para ser agente secreto desde 2006 se tenía que tener mínimo 30 días de antigüedad del pingüino de esta forma contestabas preguntas acerca de lo que sabías sobre la seguridad de Club Penguin, si pasabas ya eras agente secreto de la Agencia de Pingüinos Secretos. En 2010 cuando Herbert durante la misión del Villano Vegetariano, destruyó la APS dando lugar a que todos los agentes tuvieran que trabajar en una agencia aún más secreta que era la Elite Penguin Force. Para que te admitieran tenías que pasar 4 pruebas muy sencillas que Puntería, Prueba de velocidad, Prueba de inteligencia y resolución de problemas. 
En agosto de 2013 se modificó el reglamento de inscripción, el procedimiento para ser agente secreto es mucho más simple, consta de ir a la "Estación pingüi-fónica" y hacer click en la cabina de teléfono, lo cual te dirigirá a la sala en la cual te aparecerá un mensaje del director donde te invita a ser un agente en la isla.
En junio de 2015, regresaron las Misiones APS en la EPF.

## Puffles
Los puffles son unas pequeñas criaturas con cabello ondulado, que puedes cuidar, amar, bañar, alimentar, jugar o incluso encontrar tesoros (la última opción fue desde agosto de 2013), estas criaturas pueden ser adoptadas en la tienda de puffles o en Puffle Wild, un lugar de Club Penguin que tuvo su propia aplicación. Los puffles tienen diferentes formas y colores, estos colores son: rojo, celeste, blanco, negro, café,verde, naranja, amarillo, rosa, púrpura, multicolor, dorado, perro border collie celeste y gato atigrado naranja. También, hay puffles salvajes como los puffle mapache, conejo, ciervo y unicornio.
Además hay puffles exclusivos de algunas fiestas:
- Los dino-puffles, que solo se obtienen en fiestas prehistóricas y en el aniversario 10.
- Los puffles de nieve solo se obtienen en fiestas Frozen y Navidad desde 2015.
- El puffle fantasma solo durante las fiestas de Noche de Brujas.
- El puffle celeste de cristal solo estuvo en la fiesta de Navidad 2014
- El puffle multicolor fue adoptado por todos, socios y no socios, pero solo durante la Fiesta de Puffles Multicolor de mayo de 2015, que solo duró 4 semanas, entre el 21 de mayo y el 17 de junio, se realizó solo en Móviles.
- Los puffle Extraterrestre que se obtuvieron en la Operación Crustáceo en 2015.

## Personajes famosos
En Club Penguin hay personajes famosos que, si se encuentran, permiten obtener una estampilla y un fondo exclusivo, además, ellos dan la opción de ser amigos o ver sus tarjetas de jugador, a estos se les llama mascotas. Hay algunos personajes famosos que no se pueden encontrar. Las mascotas principales son Tia Artic, Rookie, Gary, Dot, Sensei, DJ Cadence, La Penguin Band, Rockhopper y Herbert.

## Moderadores
Los moderadores son las personas que trabajan en Club Penguin y ayudan a mantener su seguridad mediante la prohibición de los jugadores que han roto las reglas. Los moderadores de Club Penguin solían tener una insignia de moderador en la esquina superior derecha de su tarjeta de jugador, pero esto fue quitado por lo que ser moderador debe ser encubierto. Hay más de 200 moderadores que supervisan Club Penguin. Hay 68 moderadores conocidos, y 7 de ellos se han retirado. Para convertirse en un moderador, se debe ser mayor de 18 años y vivir en o cerca de cualquiera de las oficinas del personal de Club Penguin en todo el mundo. A los moderadores no se les permite dar a conocer los nombres de sus pingüinos y muchos de ellos tienen más de un pingüino. La mayor parte de los moderadores se sientan en la sala sin interactuar con los jugadores y sólo ver a los jugadores que están rompiendo las reglas de Club Penguin.

## Fiestas
Las fiestas son eventos especiales que se realizan cada mes con un tema en específico. La primera fue la Beta Tester Party, que duró un día, los usuarios beta podían obtener el Beta Hat, gorro muy especial que únicamente tuvieron alrededor de 566 pingüinos.
Hay muchas fiestas en Club Penguin, cada mes se celebra alguna. Algunas fiestas son de temática medieval, de Navidad, de verano, de kermes, aventuras en la isla, entre otros temas. Desde 2012 se realizan fiestas con publicidad, son para dar publicidad a las series y películas de cualquier tipo de Disney, las cuales son: Marvel, Pixar, Lucasfilm Ltd., Disney Channel, Bob Esponja, Star Trek, The Simpsons, entre otras.

## Otros eventos
En cada una de las fiestas se pueden obtener sorpresas y objetos al realizar acciones al pasar el puntero del ratón sobre ellos u obtenerlos en minijuegos, como en la broma de 2009 por el día de las bromas de abril. Había cajas por todos lados y varias cajas portal que llevaban a otros lugares como la «Dimensión Juguete», había algunas que tenían puffles, también una de la que salía otra de la que salía otra y así sucesivamente hasta que quedaba una pequeña y levantaba un cartel que decía ¡April Fools!
El 8 de junio de 2007 se presentó una de las fiestas más grandes y largas de Club Penguin: la Fiesta del chocolate que duró 10 días con juegos, mejoras, objetos gratis y más sorpresas. En esta fiesta había helados, chocolates gigantes y un enorme castillo de chocolate, aparte de unas batas de heladero que desbloquean un nuevo movimiento al ser usadas: servir helado. Las volvieron a dar en el tercer aniversario de Club Penguin.
Desde 2009 se presenta la Fiesta de Puffles, cada lugar está decorado con cosas para puffle (ejemplo: la Disco estaba decorada para el puffle violeta «Pufflus Special Violetis»). Esta fiesta duró 4 días (20-24) y en 2010 fue del 19 al 25 de febrero. Aparte en febrero de 2009 hubo muchos avances de puffles (que se juntaban al juego como algo normal), como estas cosas: el pin era una caja de alimento para mascotas y los puffles tuvieron la función de interactuar con sus muebles. En 2009 en la Fiesta de Puffles circularon rumores del Puffle Blanco (Pufflus Timidus Blancus). Este puffle salió a la venta el 6 de marzo. En 2010, se volvió a hacer el vídeo de las cualidades de los Puffles pero en español, y claramente se puede ver el Puffle Naranja (Pufflus Bibi Naranjus), el que salió a la venta justo después de la Fiesta de puffles 2010 en la primera expedición del año. En la expedición a la naturaleza, los exploradores hicieron un gran hallazgo de un Puffle Café (Pufflus Cerebritus Cafis). Y el 19 de febrero de 2011 se puso en venta este puffle. Se creyó que en la fiesta de Puffles de 2012, se lanzaría el Puffle Fucsia (Pufflus Fucsis Rumoniensis) pero esto no fue verdad, para marzo de 2013 EP descubrió el Puffle Arcoíris (Pufflus Multicolorís Todus) y en noviembre del mismo año descubrió al Puffle dorado (Golden Puffle). Se han oído también rumores del puffle gris (Pufflus Gris Rumoniensis) y, secundáriamente, de puffle añil o fucsia, así que se cree que habrá un puffle de otra especie o tipo.
En septiembre se celebra la principal fiesta, la Kermés, que cuenta con su Circo de Puffles todos pueden entrar y la llegada del capitán Rockhopper. (este no fue colocado en 2014) Se colocan puestos con minijuegos en la bahía, el bosque y muelle. En estos minijuegos se ganan tickets que pueden canjearse por premios en un puesto situado en el bosque. (No en 2014)
El 20 de marzo de 2010 se presentó un evento llamado Premios al Pingüi-Teatro en el que miembros y no miembros ver arriba podían votar la obra favorita en varias categorías muy parecida a las entregas de los premios Martín Fierro, en Argentina y los Óscares, en Estados Unidos y el Teatro era un espacio especial para miembros hasta el 30 de marzo, fue activado también para los no miembros, pero el Tras Bambalinas es solo para miembros. En él, había un Tras Bambalinas, en el cual estaba el premio gratis, y había muchos famosos como Tía Arctic, Gary, La Penguin-Band y Cadence, hasta el 31 de marzo, ahí los podían encontrar miembros y no miembros.
A partir del diciembre de 2007 se presenta a cabo un evento llamado Coins for Change, una especie de donación a base de monedas para que los jugadores donen sus monedas virtuales para cuidar el medio ambiente o dárselas a los pobres, uno puede donar cierta cantidad de monedas para donarlas al mundo real, uno puede donar una cantidad de veces ilimitada, siempre y cuando el pingüino tenga la suficiente cantidad de monedas.
Cada 4 años, coincidiendo con los reales se celebran las Pingüi-Olimpiadas o el Pingüi-Mundial en las que se pueden jugar carreras para ganar premios especiales y fútbol. Estos no se celebraron en 2012, siendo reemplazados por la Fiesta Tropical.

## Seguridad

### Las reglas de Club Penguin
- Respetar a los demás: No se tolerará el acoso ni el maltrato hacia otros pingüinos.
- No a las malas palabras: No se permitirá conductas ni palabras vulgares o inapropiadas, tales como insultar y/o discriminar
- Cuidar la seguridad en línea: No se tolerará el intercambio de datos personales, tales como el verdadero nombre del usuario, número de teléfono, dirección, correo electrónico o contraseña.
- No hacer trampa: El uso de programas de terceros está prohibido.

Los jugadores que no cumplan con las reglas de Club Penguin corren el riesgo de ser suspendidos en forma temporal o permanente.

### Suspensiones
Las suspensiones operan automáticamente cuando se detecta que en alguna cuenta -que ya ha sido identificada por el sistema- se está utilizando lenguaje inapropiado.
Los moderadores pueden aplicar suspensiones en cualquier momento si registran que alguna cuenta no está cumpliendo con las Reglas de Club Penguin.
Tanto jugadores como moderadores pueden informar sobre los pingüinos que no cumplen con alguna de las Reglas de Club Penguin. Los moderadores reciben un registro de las conversaciones de ese usuario al momento del informe, con mensajes filtrados inclusive. 
Luego de revisar las conversaciones, los moderadores suspenden aquellas cuentas en las que se ha incumplido alguna de las Reglas de Club Penguin. Dichas suspensiones pueden durar 24 horas, 72 horas o para siempre, según el caso. 
Estas son las secuencias:
- 24 horas por malas palabras, acoso, maltrato o bloqueo de salas u objetos.
- 48 horas por hablar sobre actos maliciosos.
- 72 horas por ser abusivo y hablar sobre drogas.
- Para siempre por utilizar programas de terceros, decir muchas malas palabras o bloqueo de salas u objetos.

### Tipos de chat
Chat de alta seguridad: 
Los usuarios cuyas cuentas están configuradas con el chat de alta seguridad pueden comunicarse con otros pingüinos con un menú predeterminado de frases, emoticones, acciones y postales; es decir que no pueden redactar sus propios mensajes. Estos usuarios solamente pueden ver los mensajes de otras cuentas configuradas con chat de alta seguridad.
Club Penguin cuenta con servidores exclusivos para este modo de chat. Para identificarlos, al momento de elegir el servidor busca el icono de la burbuja de diálogo.
Chat de seguridad estándar: 
El chat de seguridad estándar permite a los usuarios redactar sus propios mensajes. Cada mensaje pasa por un filtro muy sofisticado que bloquea palabras y frases inapropiadas antes de que otros usuarios puedan verlas. Si bien este filtro se actualiza continuamente, puede ocurrir que se digan comentarios que ofendan a ciertos jugadores. Para proteger aún más a los participantes de este modo de chat, los moderadores monitorean las conversaciones y reciben reportes de mala conducta por parte de los usuarios.
Artículos que puedes comprar.
Revista de Club Penguin, se vende en casi todos los países del mundo, con ella puedes desbloquear, en línea, un artículo especial, un artículo del libro de los tesoros y monedas, también una suscripción de 7 días y playera del juego (solo primera edición de la revista en Inglaterra) sale mensualmente y cuesta 35 pesos (en México).

## Videojuegos
Club Penguin sacó a la venta varios videojuegos aparte del juego online, en los cuales se pueden obtener artículos nuevos, nuevas experiencias de juego e interacción Wi-Fi. El juego más reciente es una Aplicación para App Store y Google Play llamada "Club Penguin", la cual tuvo mucho éxito.

### Club Penguin: Elite Penguin Force
Este videojuego es el juego de Club Penguin para Nintendo DS. Anteriormente a la EPF Online, con la tarjeta que trae el juego, se podía acceder a la sala secreta EPF. Esta función ya no está disponible. El juego trata en resolver misiones de Agentes Secretos que no se conocen en Club Penguin. Se pueden ganar premios especiales, también se puede jugar minijuegos y ganar monedas que luego se pueden utilizar para comprar la ropa disponible en el juego, algunas de las cuales no están disponibles en Club Penguin. Después los artículos y las monedas se cargan a la cuenta online mediante la Conexión Wi-Fi de Nintendo. Varios años después llegó un nuevo juego llamado Club Penguin: La venganza de Herbert que se puede encontrar en las tiendas de varios países diferentes.

### Club Penguin: Elite Penguin Force: Herbert´s Revenge
Este videojuego es la continuación directa de Club Penguin: Elite Penguin Force para Nintendo DS. Este videojuego salió en 2010.

## Aplicaciones
En diciembre del año 2011 la compaña de Disney lanza la primera y exclusiva aplicación para iOS y Android del exitoso juego "Puffle al viento" el cual consiste en llegar a los cañones y recoger todos los Pufflitos. En el año 2013, esta aplicación fue retirada del App Store y Google Play ya que el contrato de este venció. 
También en el año 2013 sale la exitosa aplicación "My Penguin" que llegó al 1º puesto en aplicaciones en varios países, incluyendo México, Argentina, Brasil, Estados Unidos y Reino Unido. La aplicación consiste en que puedes usar tu pingüino desde los dispositivos móviles. A mediados del año 2013 se lanzó la versión 1.2 de la aplicación está implementando mejoras en su interfaz e incorporando la interacción desde los iglúes, tiempo después la aplicación pasó a llamarse: Club Penguin, pues ahora podrías interactuar con usuarios en diferentes salas desde el iPad, iPhone o iPod Touch y el 18 de diciembre de 2014 este salió para dispositivos Android.
En 2014 sale una nueva app que se llama "Sled Racer", el cual es una mejora de Carreras en trineos, pero, mucho más mejorada. Solo está disponible para el App Store de iOS pero en 2015 se anuncia mejoras al juego y lanzamiento para plataformas Android.
En 2014 igualmente sale una nueva app y está ambientada en las mascotas de Club Penguin, los Puffles. Este se trata de pasar niveles gracias a las ayudas de tus puffles y sus poderes. Es una referencia a Candy Crush Saga solo que, con puffles. En este se agrega un nuevo puffle a principios de 2015 con el Puffle de Cristal Celeste.
En febrero de 2015 se lanza, por el momento, la última app a la lista de aplicaciones de Club Penguin que se trata de Super DJ, una versión para plataformas móviles del juego online. Se lanzó para iOS y Android a la vez.
En abril de 2015 llega para Android el app "Sled Racer", con mejoras para Android y iOS. Las aplicaciones Sled Racer y Super DJ fueron eliminadas con intenciones de preparar el gran Proyecto: Super Secreto.

## Cierre
El 31 de enero de 2017, se publicó que Club Penguin cerraría definitivamente el 29 de marzo de 2017 para dar paso a Isla de Club Penguin.
El equipo realizó la última fiesta, "Sigan pingüineando", como despedida de Club Penguin.
El último día de funcionamiento del juego, todos los usuarios recibieron una membresía gratis durante un día, como regalo de despedida.  
El juego fue reemplazado por su sucesor, titulado Isla de Club Penguin, el cual en principio sólo estuvo disponible para dispositivos móviles, luego fue lanzado en PC, este cerró el 20 de diciembre de 2018.

## Servidores privados
Un servidor privado de Club Penguin (comúnmente abreviado y conocido como CPPS) es un juego multijugador en línea que no forma parte de Club Penguin, pero que utiliza archivos SWF sin licencia de Club Penguin, una base de datos y un emulador de servidor con el fin de crear un entorno similar para el juego. En la actualidad, muchos utilizan estos entornos para poder jugar al juego original tras su cierre. Los CPPS suelen contener características que no existían en el juego original, como objetos y salas personalizadas, membresía gratuita, etc.
A lo largo de la existencia del juego oficial, varios jugadores crearon servidores privados de Club Penguin, y en respuesta a su cierre, se crearon más servidores privados. Club Penguin Rewritten, un popular remake, lanzado el 12 de febrero de 2017, había alcanzado el millón de jugadores a partir del 12 de octubre de 2017, aunque se suspendió "permanentemente" el 4 de marzo de 2018. Sin embargo, citando el apoyo de la comunidad y la financiación, volvió con todas las cuentas intactas el 27 de abril de 2018. Club Penguin Rewritten había alcanzado los ocho millones de cuentas registradas el 2 de diciembre de 2020; casi el doble de las que tenía Club Penguin 14 años antes, en diciembre de 2006.[101]
Durante la pandemia de COVID-19, los servidores privados experimentaron un aumento de popularidad, con entre 6.000 y 8.000 nuevos jugadores inscritos cada día. El 16 de abril de 2020, la artista estadounidense Soccer Mommy colaboró con Club Penguin Rewritten para organizar un concierto virtual para su nuevo álbum Color Theory. El evento había sido reprogramado desde el 2 de abril de 2020, debido a un número de jugadores superior al esperado que sobrecargó el servidor.
El 21 de mayo de 2020, el número colectivo de cuentas de jugadores registradas en todos los servidores privados superaba los 15 millones.

### Situación legal
Dado que los servidores privados copian esencialmente materiales con derechos de autor de Disney, ha habido mucha controversia sobre si la creación y el alojamiento de estos es legal o no. Disney y Club Penguin han perseguido a numerosos CPPS e intentado retirarlos con avisos de la DMCA.

### Vulnerabilidades
Muchos servidores privados se han vuelto vulnerables a los ataques DDOS y a las fugas de bases de datos debido a las insuficientes medidas de seguridad. El 21 de enero de 2018, los datos de inicio de sesión de más de 1.7 millones de usuarios de Club Penguin Rewritten fueron robados tras una brecha de datos. y el 27 de julio de 2019, el servidor privado volvió a sufrir una brecha de datos con el robo de más de 4 millones de cuentas, además de la brecha anterior.

### Cierre
El 14 de mayo de 2020, se anunció que todos los servidores privados que utilizan la marca Club Penguin recibieron avisos de retirada de la DMCA después de que surgieran acusaciones sobre la depredación de menores por parte de un administrador de otro popular servidor privado, Club Penguin Online. Según una investigación de la BBC, un hombre involucrado en el sitio había sido detenido bajo la sospecha de poseer pornografía infantil. Los detectives dicen que el hombre de Londres ha sido puesto en libertad bajo fianza a la espera de nuevas investigaciones. El 15 de mayo de 2020, el sitio fue cerrado después de cumplir con el aviso de retirada de la DMCA por parte de The Walt Disney Company. En un comunicado, Disney dijo: "La seguridad de los niños es una prioridad absoluta para Walt Disney Company y estamos consternados por las acusaciones de actividad criminal y el comportamiento abominable en este sitio web no autorizado que está utilizando ilegalmente la marca y los personajes de Club Penguin para sus propios fines. [...] Seguimos haciendo valer nuestros derechos contra este y otros usos no autorizados del juego Club Penguin".
Club Penguin Rewritten fue cerrado el 13 de abril de 2022 por la Unidad de Delitos contra la Propiedad Intelectual de la Policía de la Ciudad de Londres, que tomó el control del sitio web y detuvo a tres personas "bajo la sospecha de distribuir materiales que infringían los derechos de autor". Según uno de los administradores del juego, el equipo había cerrado el juego y "cedido voluntariamente el control del sitio web a la policía" tras una petición de Disney.